# Gérard Gropaiz
Gérard Gropaiz (Parigi, 1º agosto 1943 – 6 ottobre 2012) è stato un nuotatore francese.

## Palmarès
- Europei

Lipsia 1962: oro nella 4x100m sl e argento nella 4x200m sl.